# ᜈ
En el sistema de escritura de baybayin, la letra ᜈ es un carácter silábico que se corresponde con el sonido na. 

## Uso
Si un punto se añade a la parte superior (ᜈᜒ), el sonido se convierte en un sonido né o ni, por su parte, si un punto se añade a la parte inferior (ᜈᜓ), el sonido se convierte en un sonido no o nú. El sonido se convierte en una consonante n si un virama se agrega a la parte inferior (ᜈ᜔).

### Como símbolo
La letra la aparece en varios sellos del gobierno filipino e instituciones públicas y privadas. Siguen algunos ejemplos:

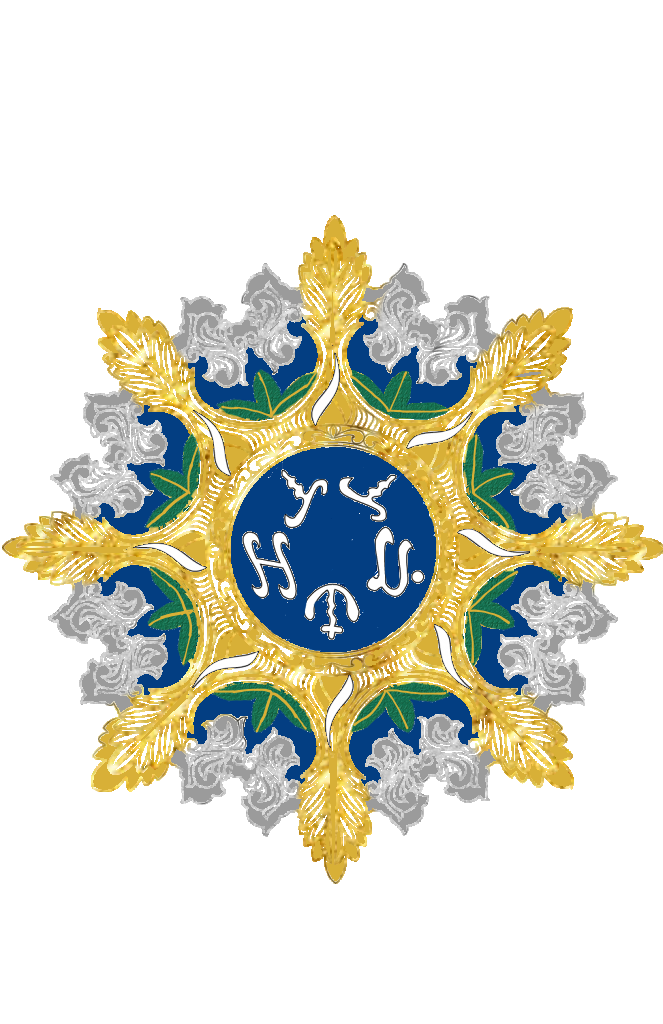
Órden de Lakandula, una orden militar filipina. En su insignia aparecen las letras de Lakandula

## Unicode
Esta letra tiene el código de Unicode U+1708, situado en el bloque tagalo.
| Carácter      | ᜈ                 | ᜈ                 |
| ------------- | ----------------- | ----------------- |
| Unicode       | TAGALOG LETTER NA | TAGALOG LETTER NA |
| Codificación  | decimal           | hex               |
| Unicode       | 5896              | U+1708            |
| UTF-8         | 225 156 136       | E1 9C 88          |
| Ref. numérica | &#5896;           | &#x1708;          |